# Puente General Lavalle
El puente General Lavalle, se encuentra ubicado sobre el Río Bermejo en la ruta nacional 95, en el límite interprovincial entre Provincia del Chaco y Provincia de Formosa, posee una estructura de hormigón y hierro.